# Пальмс
Пальмс (нем. Palms, рус. дореф. Пальмсъ), 
мыза Па́лмсе (эст. Palmse mõis) — рыцарская мыза (имение), расположенная на территории волости Хальяла уезда Ляэне-Вирумаа, Эстония. Согласно историческому административному делению мыза относилась к приходу Кадрина в Вирумаа, в годы Российской империи находилась на территории Эстляндской губернии и относилась к приходу Святой Катаринен.

## История мызы

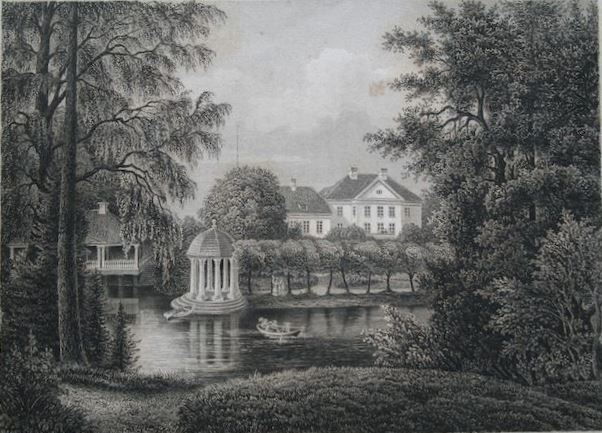
Мыза Пальмс на гравюре В. З. Ставенхагена, 1867 год

### Во владении монастыря (1287—1510)
Первое упоминание о мызе Пальмс относится к средним векам, когда король Дании Вальдемар II подарил земли в Эстонии ревельскому монастырю Святого Михаила.
К 1287 году относится закрепительное письмо короля Дании Эрика VI Менведа о монастырских владениях, в котором упоминалась также и Пальмс.
В 1348 году мыза впервые упоминается как хозяйственная (т. н. столова́я) мыза монастыря Святого Михаила.
В 1510 году аббатиса Элизабет Бринке (Elisabet Brincke) поменяла мызу Пальмс на мызу Наппель (нем. Nappel, рус. Наппель, Набала, эст. Nabala mõis), принадлежавшую Бертраму Юнгу (Bertram Jung). В это время на мызе занимались в основном огородничеством, также выращивали рожь и ячмень. Имелись две мельницы: Орувески и Йоавески.

### Во владении семьи Метстакен (1522—1677)
В 1522 году мыза стала собственностью семьи Метцтакен (Metztacken). Первым владельцем мызы из этого семейства был Дитрих Метцтакен (Diedrich Metztacken), муж сестры Бертрама Юнга. В результате начавшейся в 1558 году Ливонской войны бо́льшая часть строений мызы была разрушена. Обширное восстановление мызы началось в 1629 году. По данным ревизии отношений собственности, проведённой шведской властью в 1586 году, размер мызы равнялся 21 сохе (соха — единица расчёта земельного налогообложения в феодальные времена). Мыза имела места для ловли рыбы как на море, так и во внутренних водоёмах.

### Во владении семьи Пален (1677—1919)

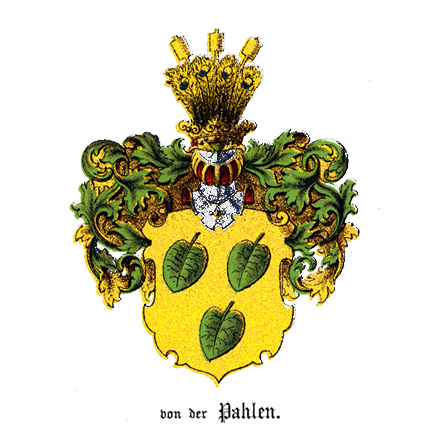
Герб рода фон Пален

В 1677 году мыза отошла праправнучке Дитриха Метцтакена Маргарете Доротее (Margareta Dorothea Metztacken), которая вышла замуж за Густава Кристиана фон дер Палена (Gustav Christian von der Pahlen), и таким образом в течение последующих 242 лет мызой владело семейство фон дер Пален.
Во времена Северной войны, в 1703 году, мыза была разрушена русскими войсками. Несколько членов рода Паленов погибли на войне, часть бежала в Швецию.
В 1710 году в деревне Палмсе началась эпидемия чумы, которая унесла жизни 229 человек и привела мызу к запустению.
После окончания Северной войны опять начались строительные работы, и к середине 18-го столетия был создан мызный ансамбль в стиле барокко, включавший в себя почти два десятка строений. В конце 18-го столетия, когда мызники стали получать существенный доход от изготовления водки, была построена новая водочная фабрика, а также скотный двор, так как отходы водочного производства представляли из себя ценный корм. Водку продавали в Таллин и снабжали ею местные трактиры. В конце 19-го столетия спиртовой полуфабрикат продавали акционерному обществу Rosen&Co.
В 19-м столетии мыза Пальмс по площади относилась к числу крупнейших мыз Эстонии. Земли было немногим более 10 000 гектаров, в большинстве лес и болота. Площадь сельскохозяйственных угодий составляла 384 гектара, сенокосов — 549 гектаров, крестьян насчитывалось 900 человек. Основной доход давала аренда хибар и хуторов, продажа дров и столешниц, кирпичное производство и продажа водочного полуфабриката. У мызы также были молочное производство, ткацкая мастерская, каменоломня, печи для изготовления извести и дёгтя, чья продукция шла на собственное потребление.

### С 1919 года по настоящее время
В 1919 году, в ходе земельной реформы мыза была национализирована Эстонской Республикой. Последним собственником мызы до её отчуждения был Густав Кристиан фон дер Пален (Gustav Christian von der Pahlen), которому мызу в 1908 году подарил его отец Алексис Магнус Ханс фон дер Пален (Alexis Magnus Hans von der Pahlen), с оценочной стоимостью 435 000 рублей.
В 1923 году мызу поделили на несколько хозяйств. Главное здание до 1940 года занимал «Кайтселийт», за это время был разрушен построенный в 1830-х годах флигель. После Второй мировой войны мыза использовалась в качестве летнего пионерского лагеря.
В 1971 году был основан Национальный парк Лахемаа, во владение которого в 1972 году отошёл весь мызный комплекс. С этого времени началось очередное восстановление мызы. Палмсе была первой мызой Эстонии, которую восстановили вместе со всеми зданиями, относившимися к «сердцу» мызы, что даёт хорошее представление о виде усадьбы, характерной для Эстонии в течение нескольких веков. Реставрационные работы проходили в 1975—1985 годах, в ходе которых была также расчищена настенная живопись. Возрождённая мыза открыла свои двери летом 1986 года. C 2002 года мызный ансамбль Палмсе принадлежит Целевому учреждению «Музеи Вирумаа» („Virumaa Muuseumid”).

## Мызный комплекс
Разрушенную в ходе Северной войны мызу стал восстанавливать Аренд Дитрих фон дер Пален (Arend Diedrich von der Pahlen), который в годы, проведённые за границей, в числе прочего изучал также и архитектуру. Главное здание (господский особняк) восстановили к 1730 году, в 1731 году была построена часовня Илумяэ, в 1734 — амбар, в 1736 — деревянное здание водочной фабрики, в 1737 — деревянная конюшня, в 1738 году началось создание парка и т. д.
Ганс фон дер Пален (Hans von der Pahlen) в годы владения мызой заменил деревянные строения на каменные.
В середине 19-го столетия было построено ещё несколько соседних мызных строений, расширен парк. В 1870 году был готов Пальмовый дом. В конце 19-го столетия к мызному ансамблю добавились новая водочная фабрика и парники, в 1914 году был отстроен скотный двор.
Масштабное обновление парка мызы было проведено в 2009 году по рисункам XVIII века, заказанным владельцами мызы, но оставшимися невоплощёнными в жизнь. В числе прочего были созданы лабиринты из кустарников и построены фонтаны, обновлена ограда мызы и открыт учебный центр. Стоимость работ составила 20 млн крон, из которых 15 млн выделило эстонское Целевое учреждение развития предпринимательства.

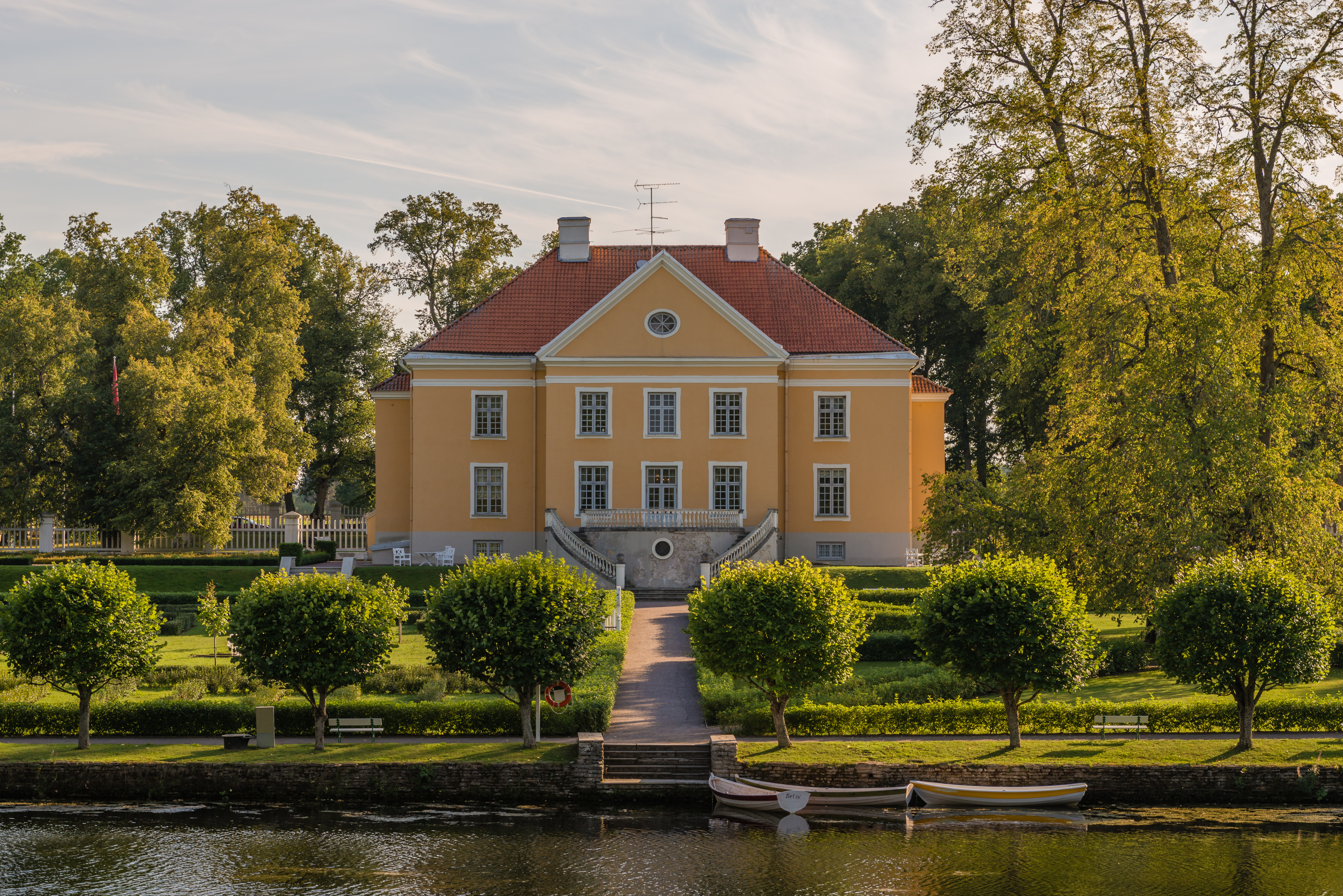
Задний фасад главного здания
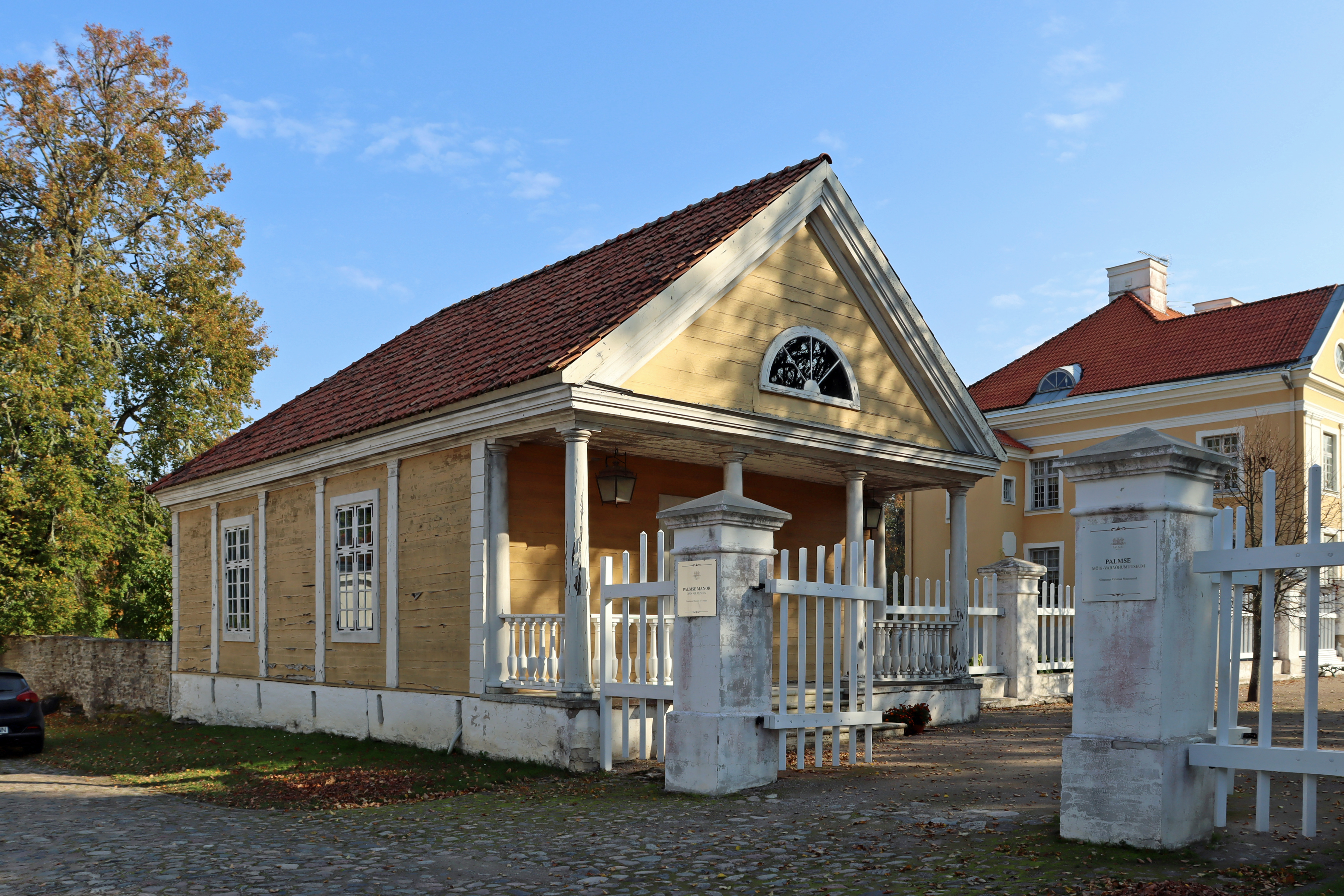
Дом кавалеров
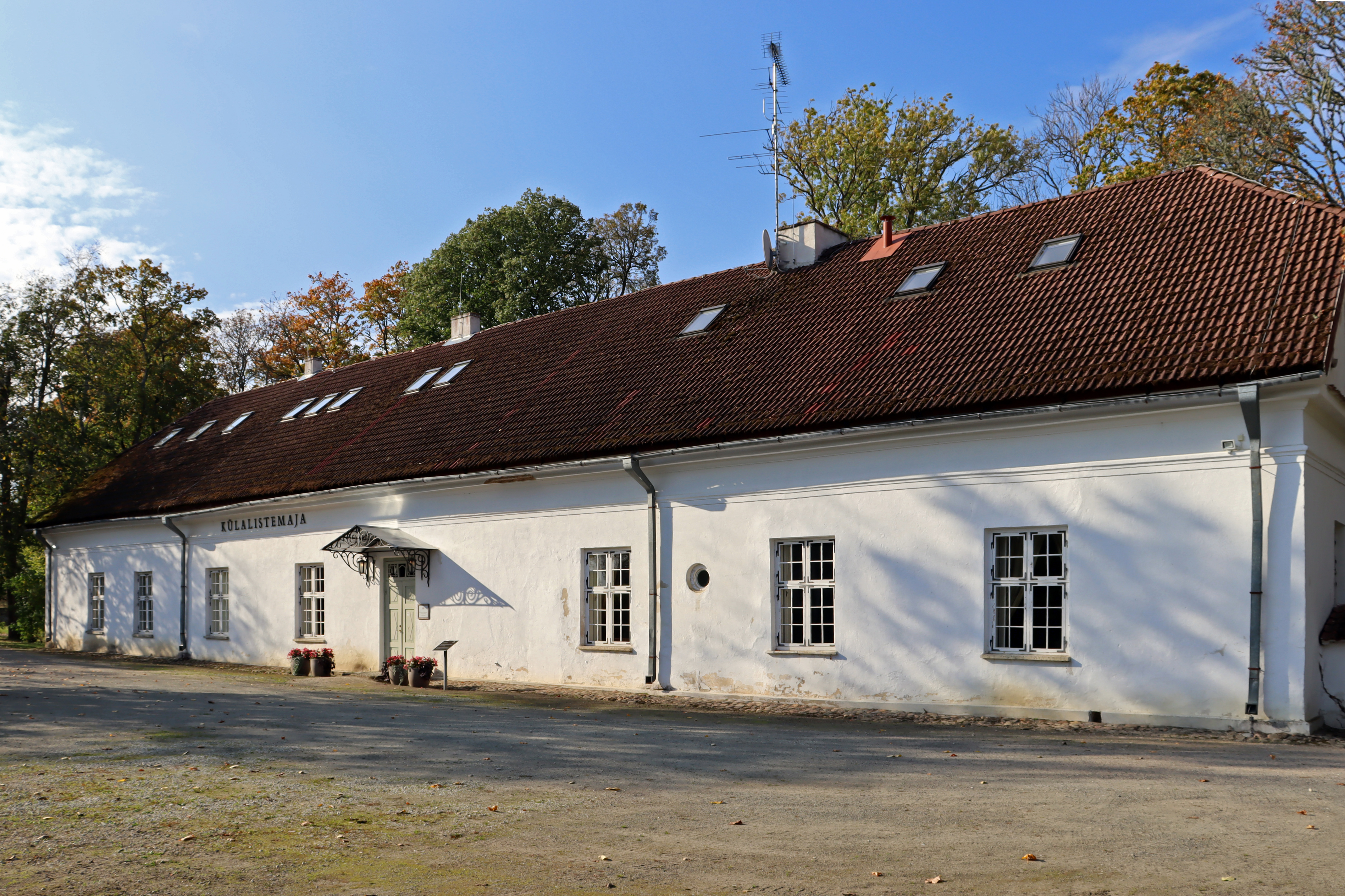
Дом управляющего, ныне гостевой дом
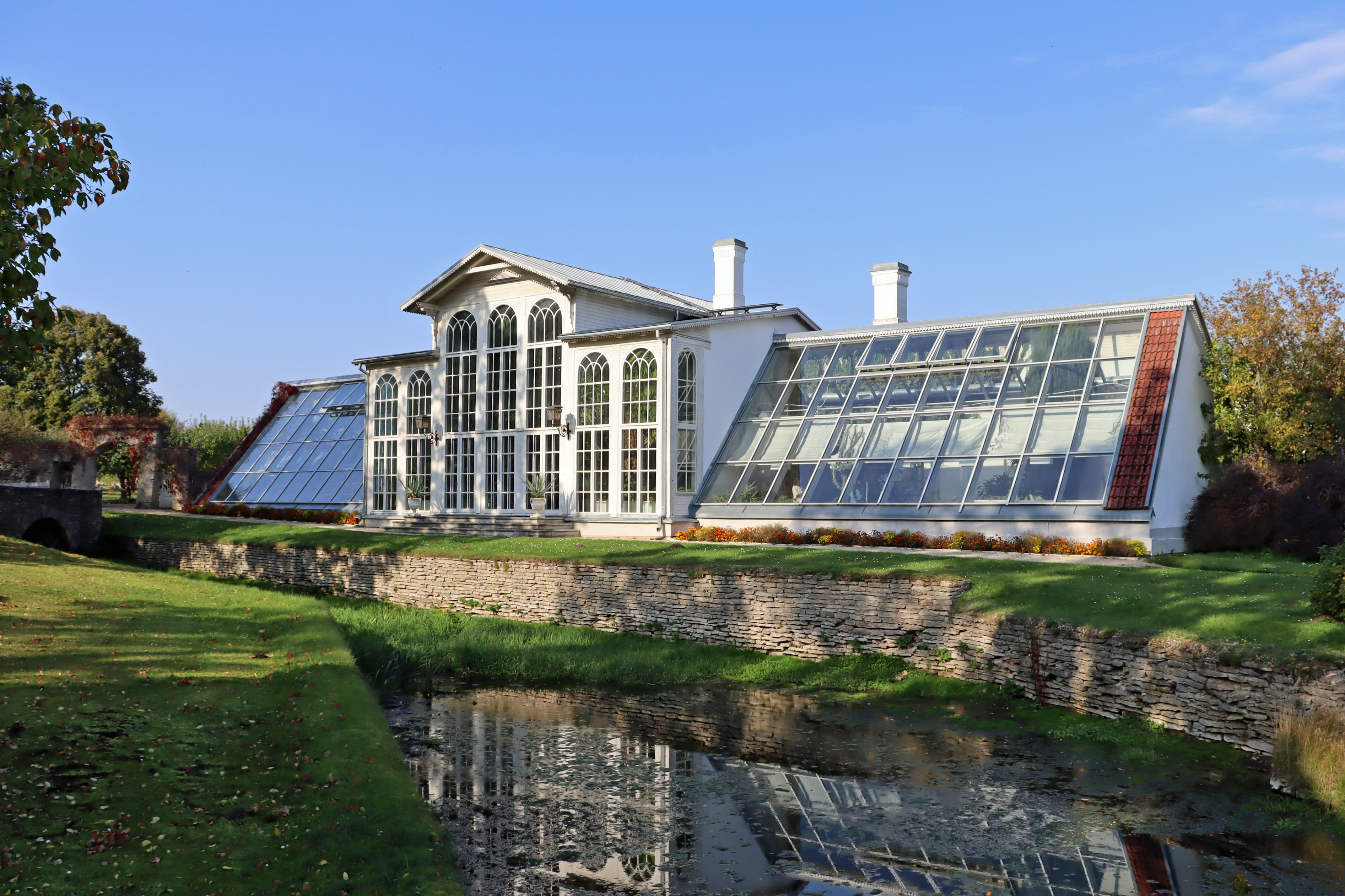
Пальмовый дом
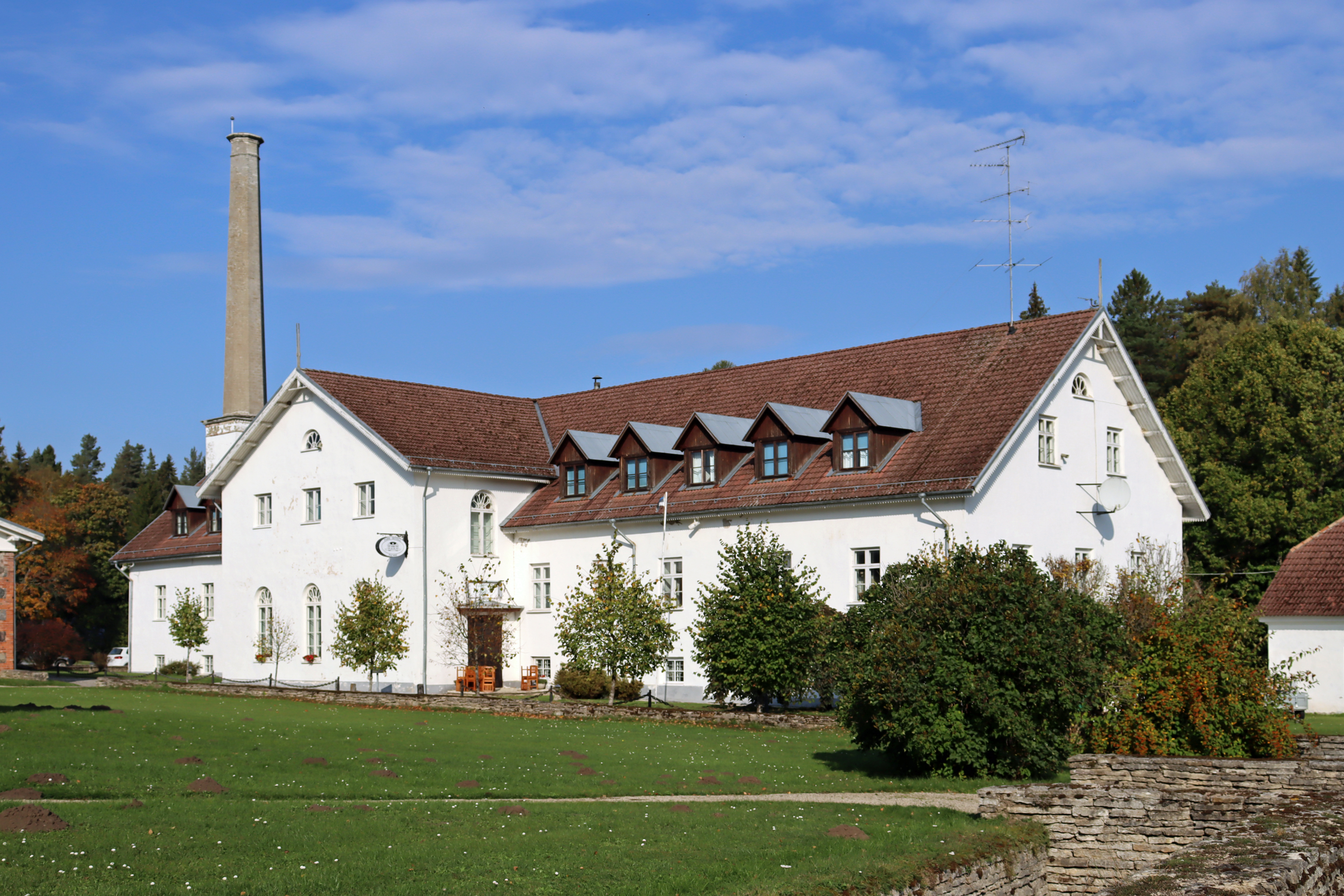
Водочная фабрика

Мызный комплекс Палмсе — один из самых детально отреставрированных мызных ансамблей Эстонии. В 1998 году Государственный регистр памятников культуры Эстонии были внесены 24 объекта мызного комплекса (все — как памятник архитектуры).
- главное здание[6];
- парк. Один из самых известных ландшафтных парков Эстонии. Включает в себя фруктовый сад, огороженный каменной стеной. В конце 18-го столетия был возведён лесопарк (Олений парк) — один из самых зрелищных в Прибалтике, тогда же мызный парк приобрёл свой английский стиль. Протяжённость прогулочных дорожек составляет около 36 вёрст[15];
- аллеи. Три аллеи протяжённостью несколько километров высажены в первой половине 18-го столетия. Ведут к сердцу мызы с трёх сторон и, несмотря на погибшие деревья, сохранили своё общее визуальное впечатление[16];
- дом управляющего. Построен в 1820-х годах. Одноэтажное каменное здание[17];
- дом кавалеров. Построен в 1820-х годах, отреставрирован в IV четверти 20-го столетия. Небольшое деревянное строение стиле классицизма, лицевая сторона украшена колоннами[18];
- кофейный дом. Первоначальный дом построен немногим позднее 1818 года, нынешнее здание является копией, созданной в IV четверти 20-го столетия[19];
- дом работников. Длинное оштукатуренное каменное здание с двускатной крышей, на переднем и заднем фасадах старинного вида окна разных размеров[20];
- пальмовый дом. Большая оранжерея с высокой представительной центральной частью, окруженной с обеих сторон просторными теплицами с большими застеклёнными двускатными крышами. Окна пальмового зала декоративно мелко рассечены и украшены фасадными элементами в современном стиле[21];
- каретник-конюшня (1809 год). Длинное оштукатуренное каменное здание в стиле классицизма, покрытое высокой двускатной крышей; на переднем фасаде — арка[22];
- амбар. Длинное каменное оштукатуренное здание  в стиле классицизма, покрытое высокой двускатной крышей; аркадный передний фасад[23];
- льночесальная рига. Длинное массивное  оштукатуренное каменное здание с двускатной крышей[24];
- пивоварня (1820-е годы). Небольшое оштукатуренное каменное здание с полувальмовой крышей, вход с торца. В конце XIX века переоборудовано в жилой дом[25];
- водочная фабрика (1860—1870 гг.). Большое оштукатуренное каменное здание с двускатной крышей и мансардным этажом, в центре двухэтажное, по бокам одноэтажное на высоком цоколе. В конце левого крыла находится кирпичный дымоход высотой 33 метра. Оборудование приводилось в движение паром[26];
- зерносушилка (1809 год). Оштукатуренное каменное здание в стиле классицизма, покрытое высокой крышей[27];
- кузница (первая половина 19-го столетия). Массивное оштукатуренное каменное здание с четырёхскатной крышей; на переднем фасаде широкое открытое подкровельное помещение[28],
- дом садовника. Построен во второй половине 18-го столетия. Небольшое оштукатуренное каменное здание на каменном цоколе, покрытое четырёхскатной крышей. Под стрехой широкий гипсовый карниз. На парадном фасаде небольшая слегка закругленная дверь с досками «в ёлочку» и два небольших квадратных окна[29];
- хлев (1914 год). Здание в стиле историзма с низкой двускатной крышей, наполовину построенное из бутового камня, наполовину — оштукатуренное. Украшением фасадов является контраст декоративной кладки из красного кирпича и побеленных поверхностей стен[30];
- баня-прачечная (1825 год). Небольшое оштукатуренное каменное здание на берегу пруда с двускатной крышей; имело три помещения[31],
- купальня. Деревянное здание с шатровой крышей, частично выступающей над водой. Фасады украшены колоннами и окнами с плотной решёткой и белым бордюром, у пруда — балкон[32];
- колодезный павильон. Маленький парковый павильон на каменном фундаменте, с восемью деревянными колоннами и луковичной крышей. Расположен у родникового ручья[33];
- родниковый павильон. Павильон с шестью деревянными колоннами и пирамидальной крышей на шестиугольном бетонно-каменном фундаменте. Стоит на перекрестке дорожек, на берегу ручья[34];
- Бретанский павильон. Построен в 1870—х годах и назван в честь морской крепости, расположенной на вершине полуострова Бретань, и, вероятно, с отсылкой к расположенному неподалёку похожему месту с естественной красотой, на высоком мысе, обращённом к заливному озеру мельницы Орувески. Храмообразное сооружение с балюстрадами, колоннами и двухъярусной шатровой крышей, к которому ведёт дорожка под названием «Парижский путь» (эст. Pariisi tee)[35];
- парковая ротонда. Классическая ротонда с восемью ионическими деревянными колоннами и куполообразной крышей, напоминающая темпьетто[36];
- погреб (1794 год). Полуподземное подвальное строение из известняка, покрытое дёрном[37].

## Главное здание
Строительство нынешнего главного здания мызы начал Густав Кристиан фон дер Пален в 1697 году по рисункам Якоба Сталя фон Гольштейна (Jakob Staël von Holstein). Строение сгорело ещё до окончания строительства. К 1730 году оно было восстановлено на старых стенах. В 1782—1785 годах здание было перестроено по рисункам Йохана Каспара Мори (Johann Caspar Mohri) и приобрело свой нынешний облик.
Господский особняк представляет собой двухэтажное каменное здание в стиле барокко с компактной симметричной планировкой. Передний фасад имеет выступающие боковые ризалиты, профилированные и фронтонные карнизы, пилястры; его парадная лестница украшена доломитовыми балюстрадами. Представительная лестница спускается в парк с заднего фасада. Типичная для эпохи внутренняя планировка также решена симметрично. Парадные апартаменты располагаются на нижнем этаже, центральным из них является холл, выступающий в виде ризалита. Среди декоративных элементов — деревянная лестница в вестибюле, четыре изразцовые печи, орнаментальная настенная живопись (конец XVIII — начало XIX века). На верхнем этаже также имеется профилированный потолочный карниз 1780 года.
Своим симметричным основным планом и палладианским решением главное здание мызы Пальмс схоже с господскими особняками мыз Маарт и Хакгоф.

## Галерея

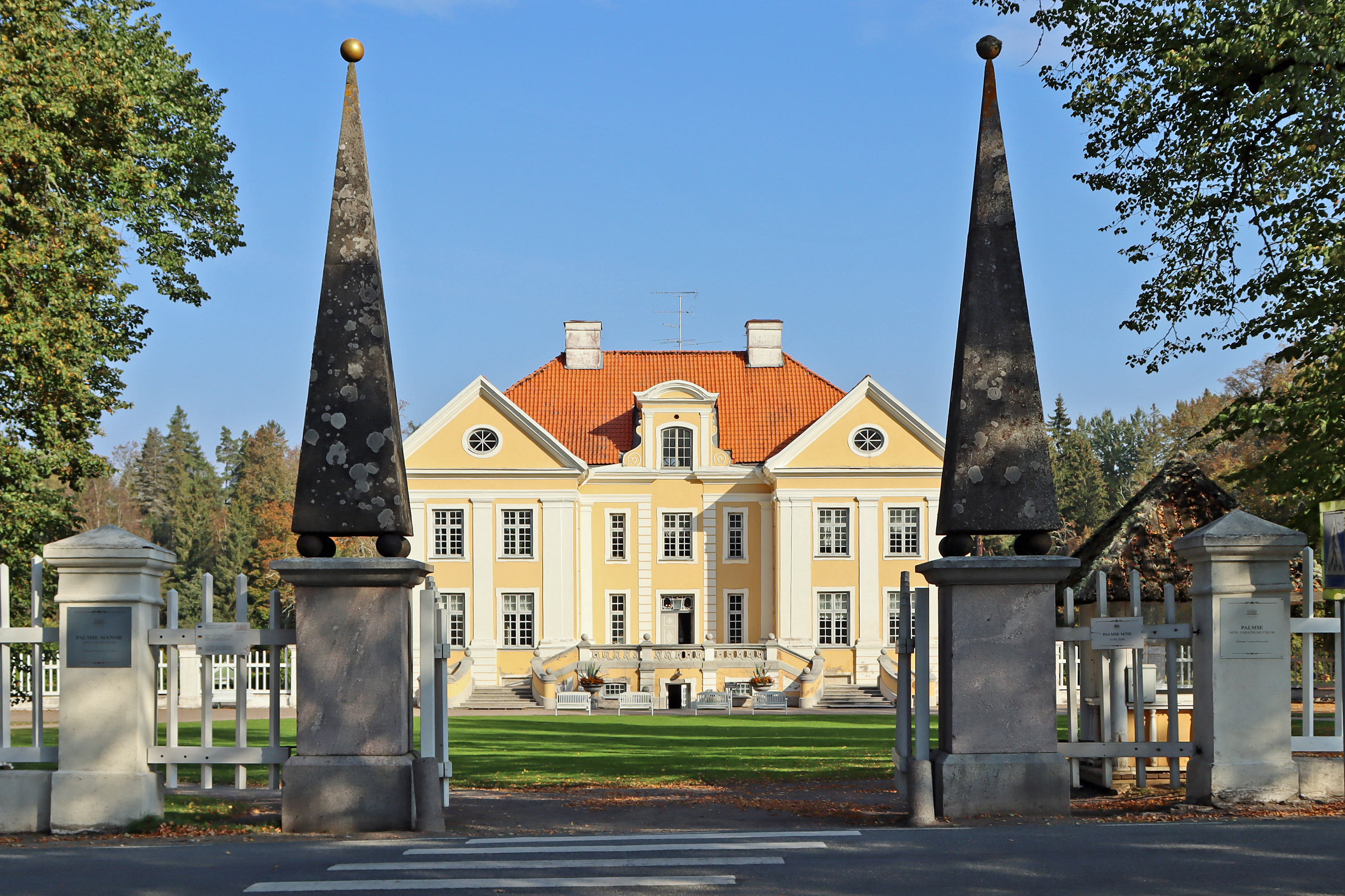
Главные ворота мызы
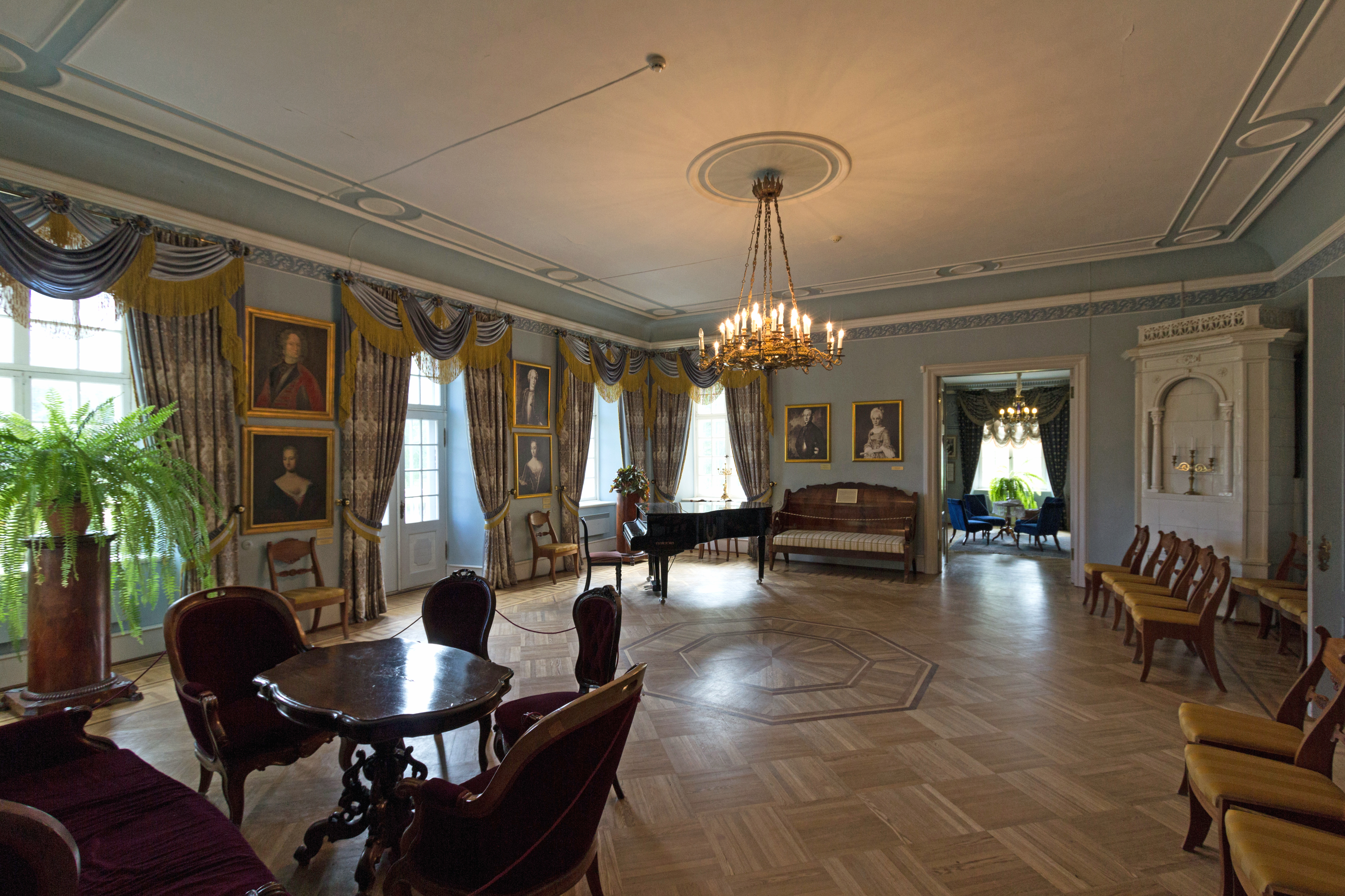
Парадный зал господского дома
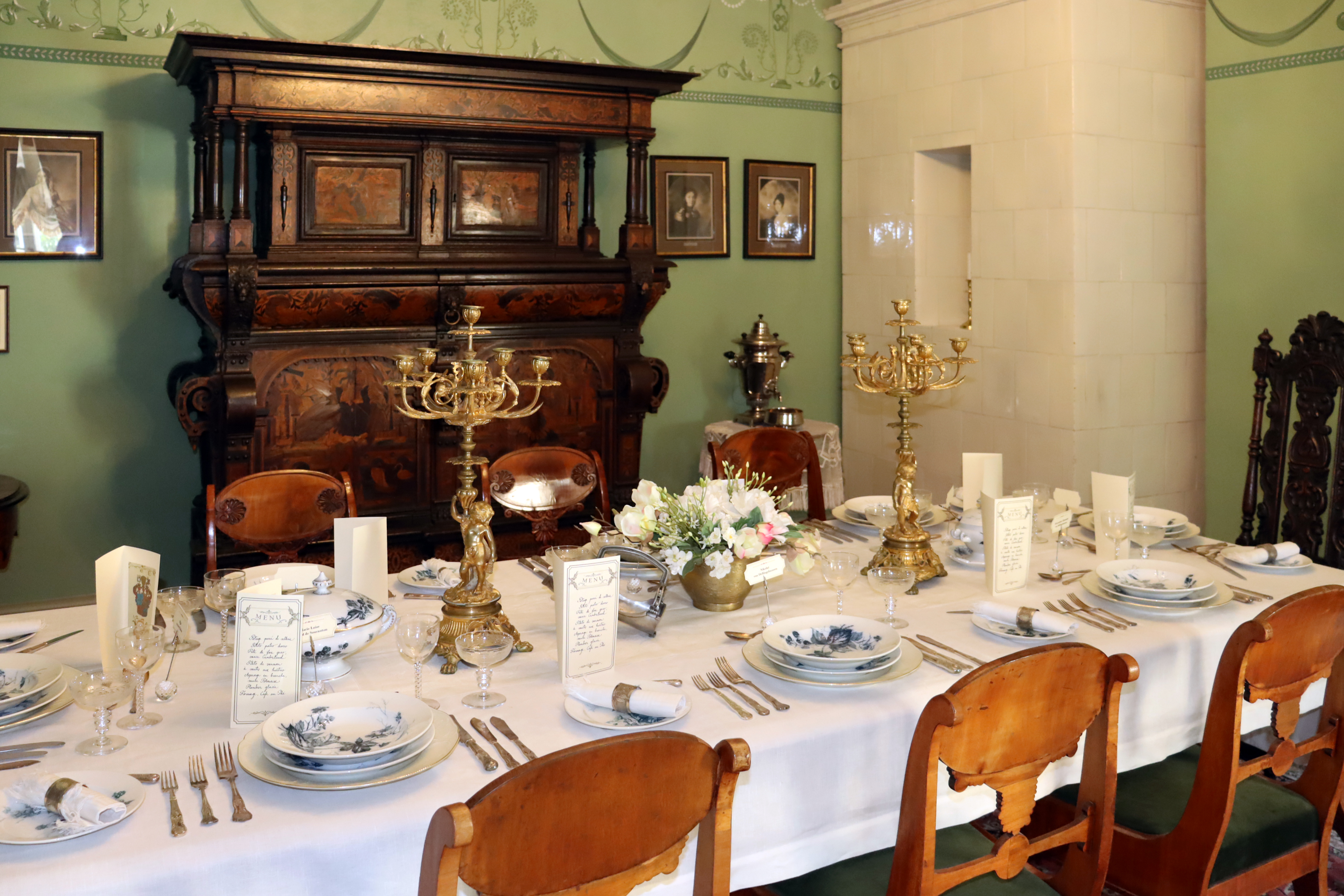
Столовая в господском доме
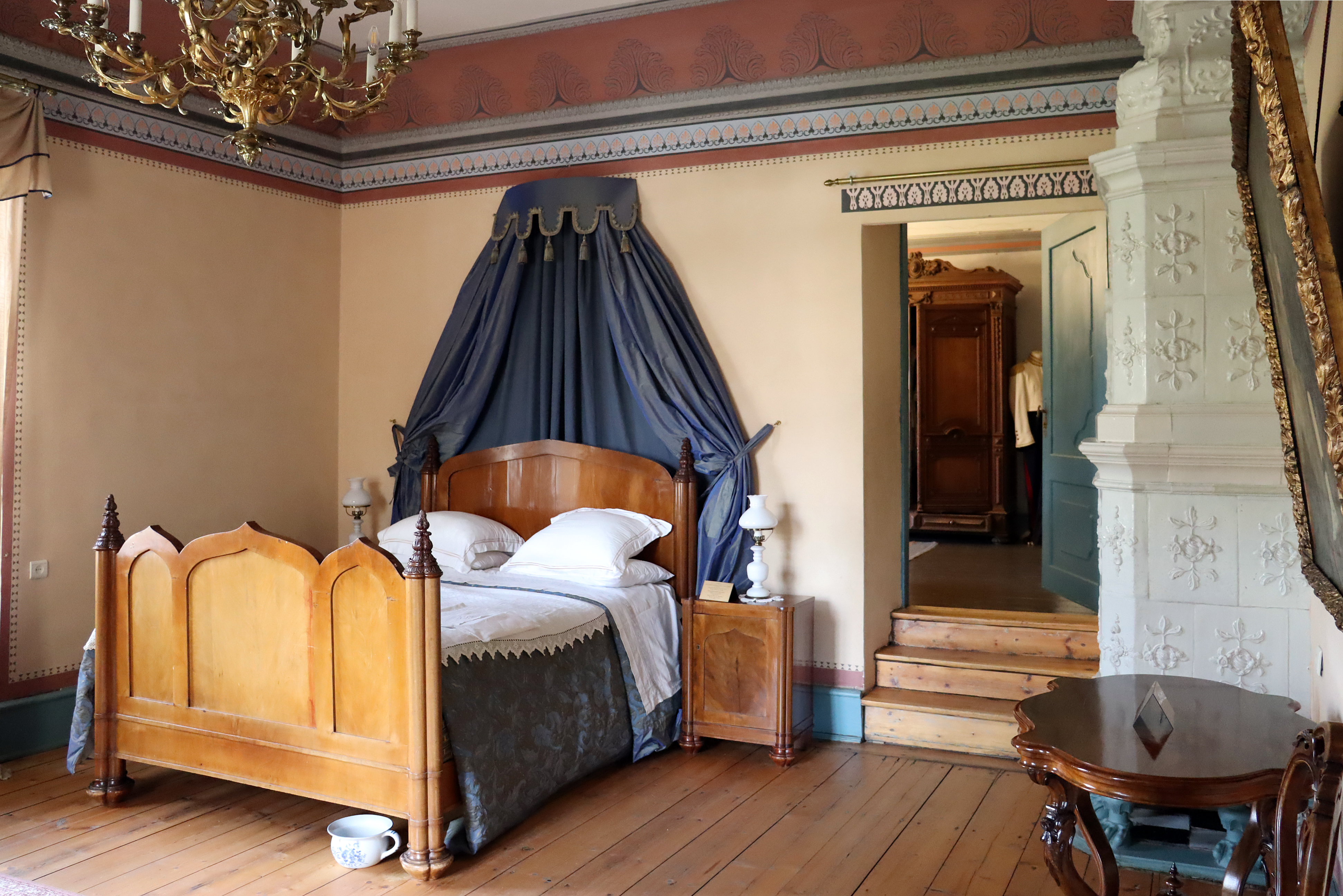
Спальня в господском доме
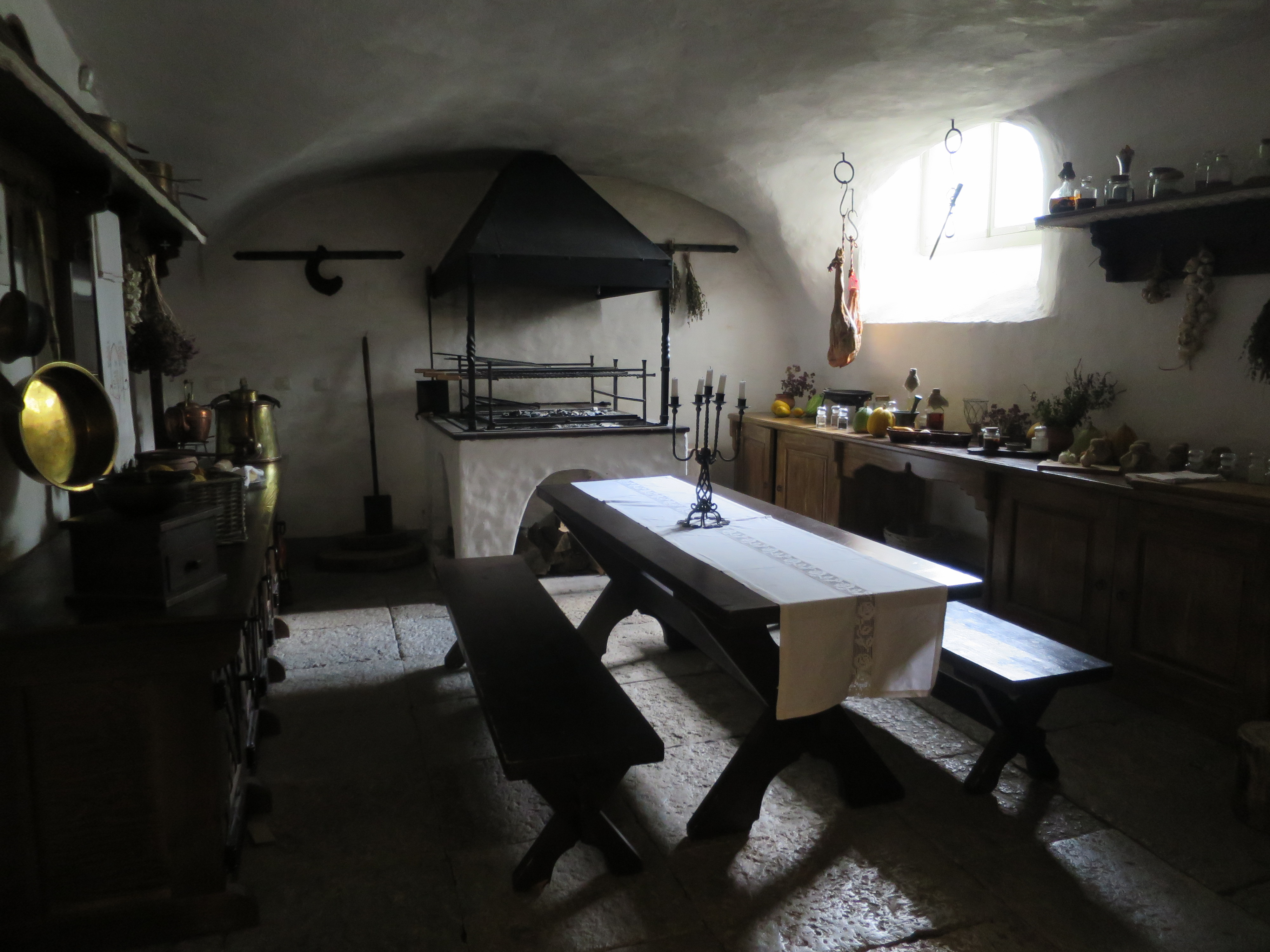
Кухня в господском доме
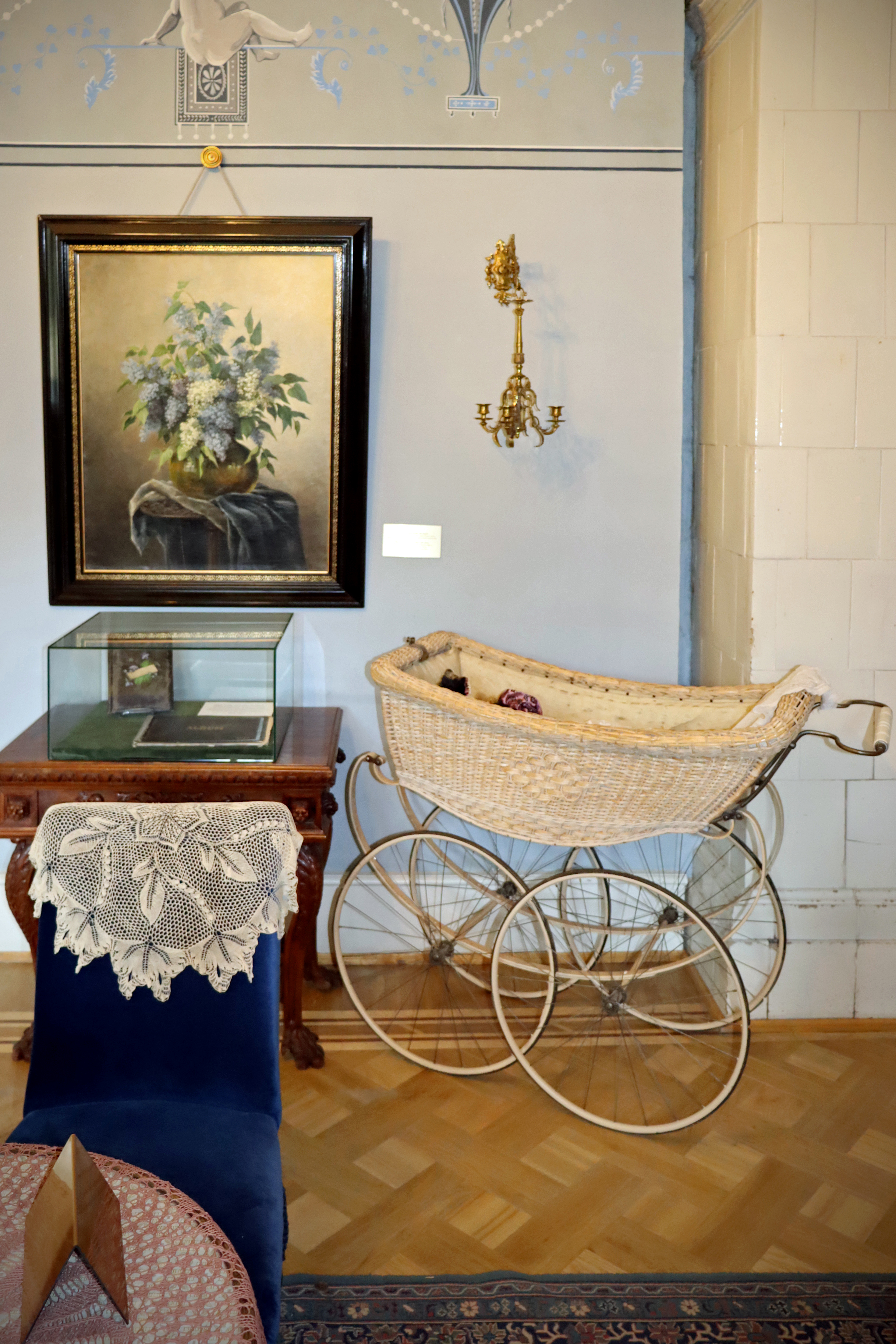
Интерьер господского дома
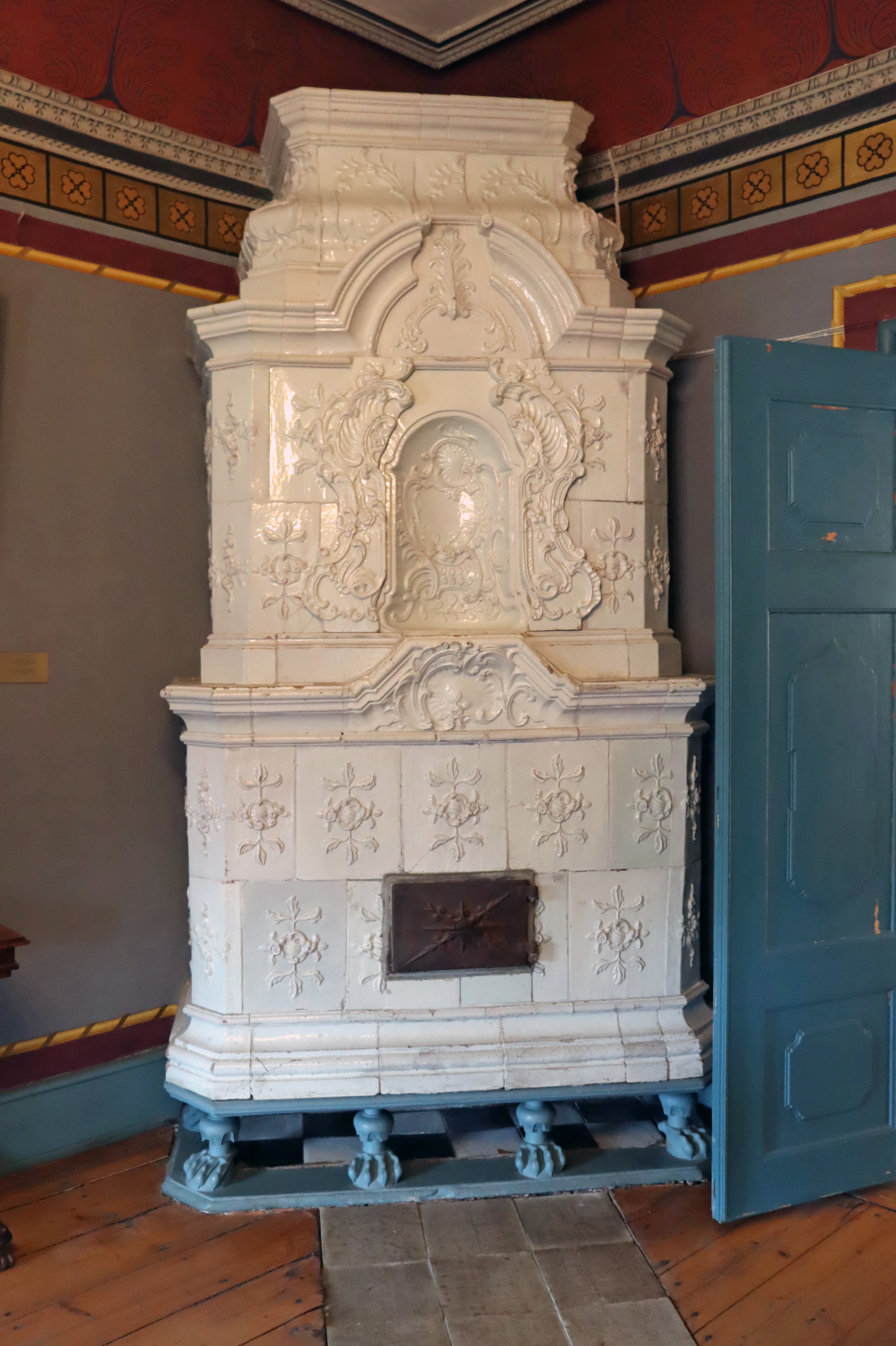
Камин
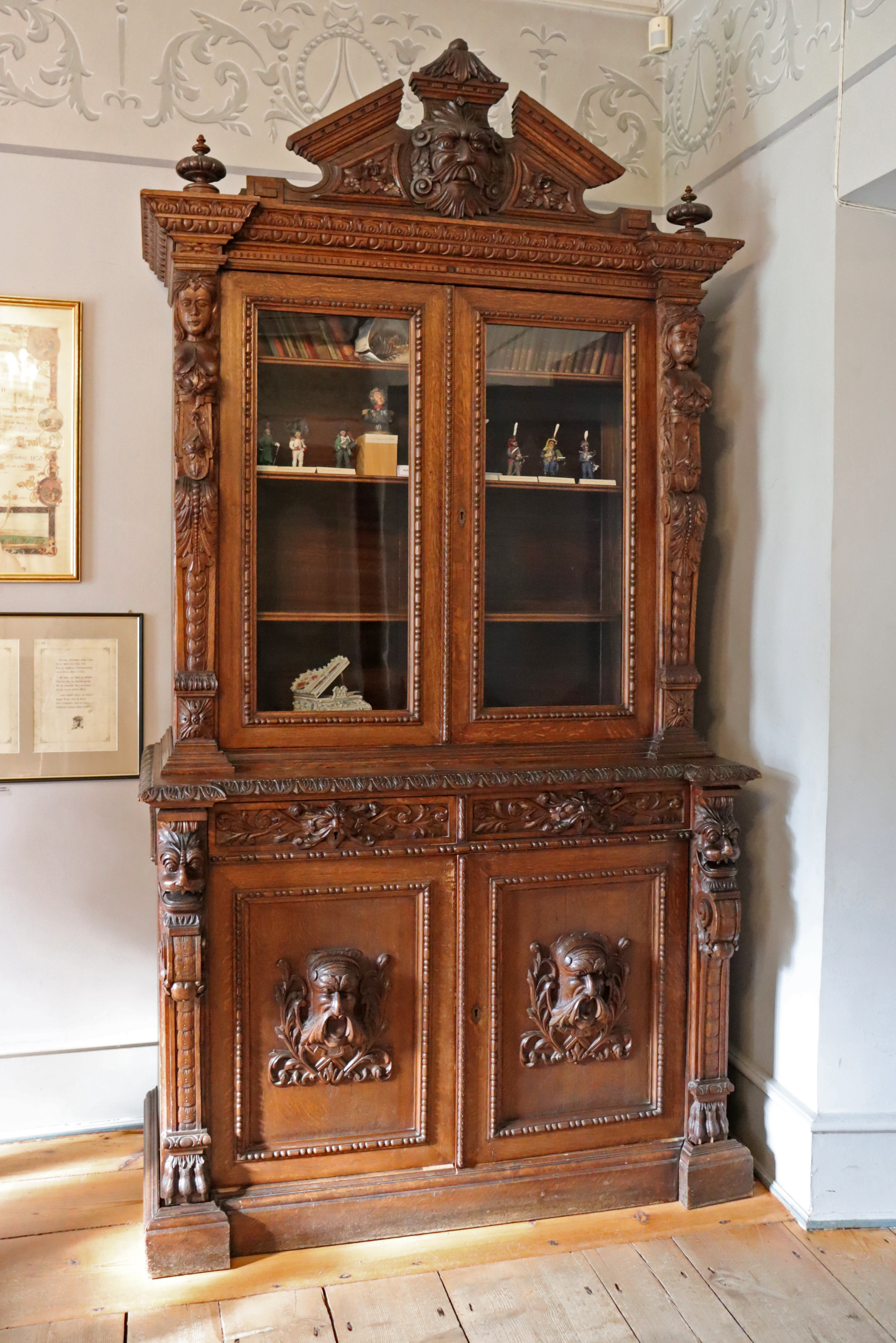
Книжный шкаф
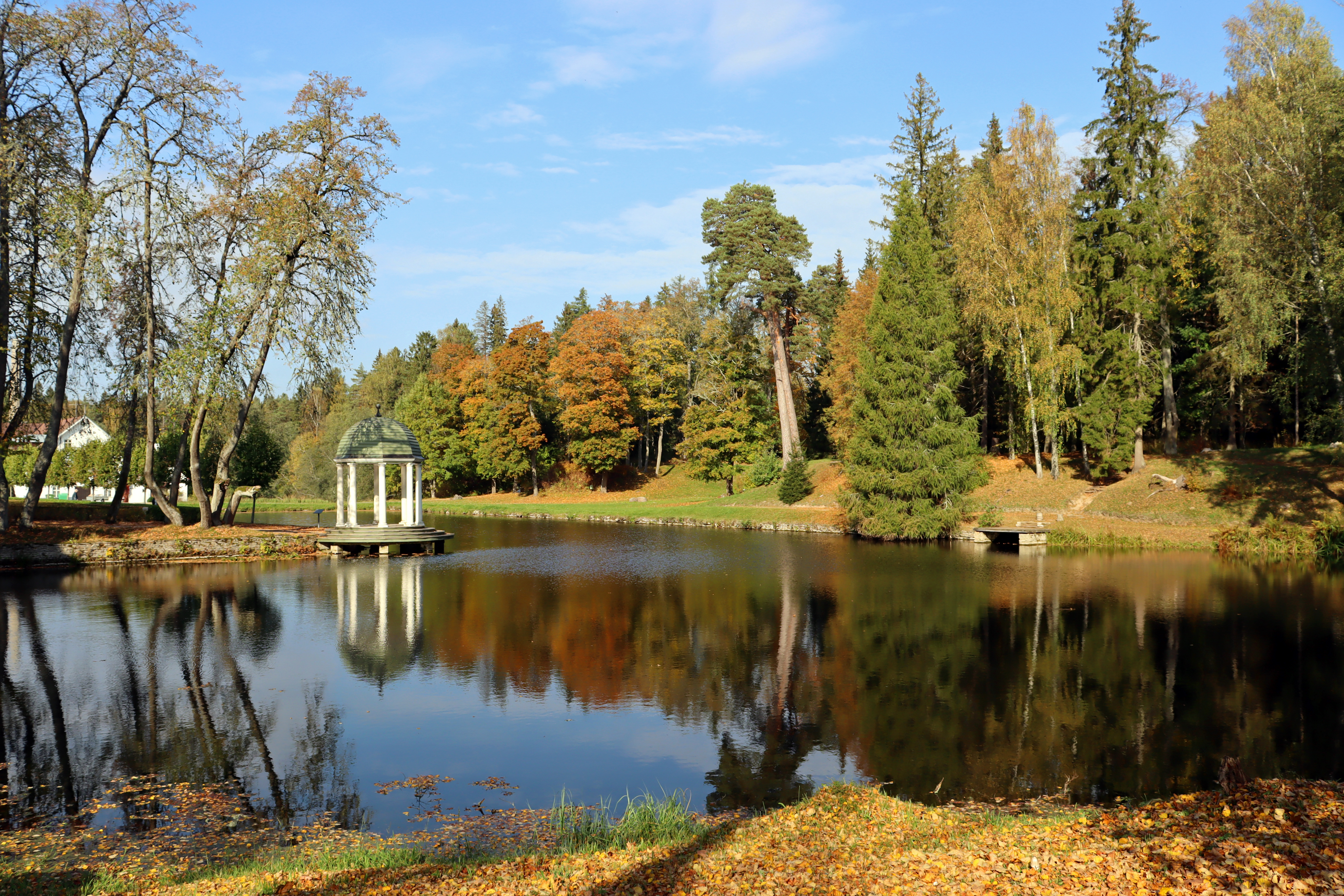
Пруд и парк
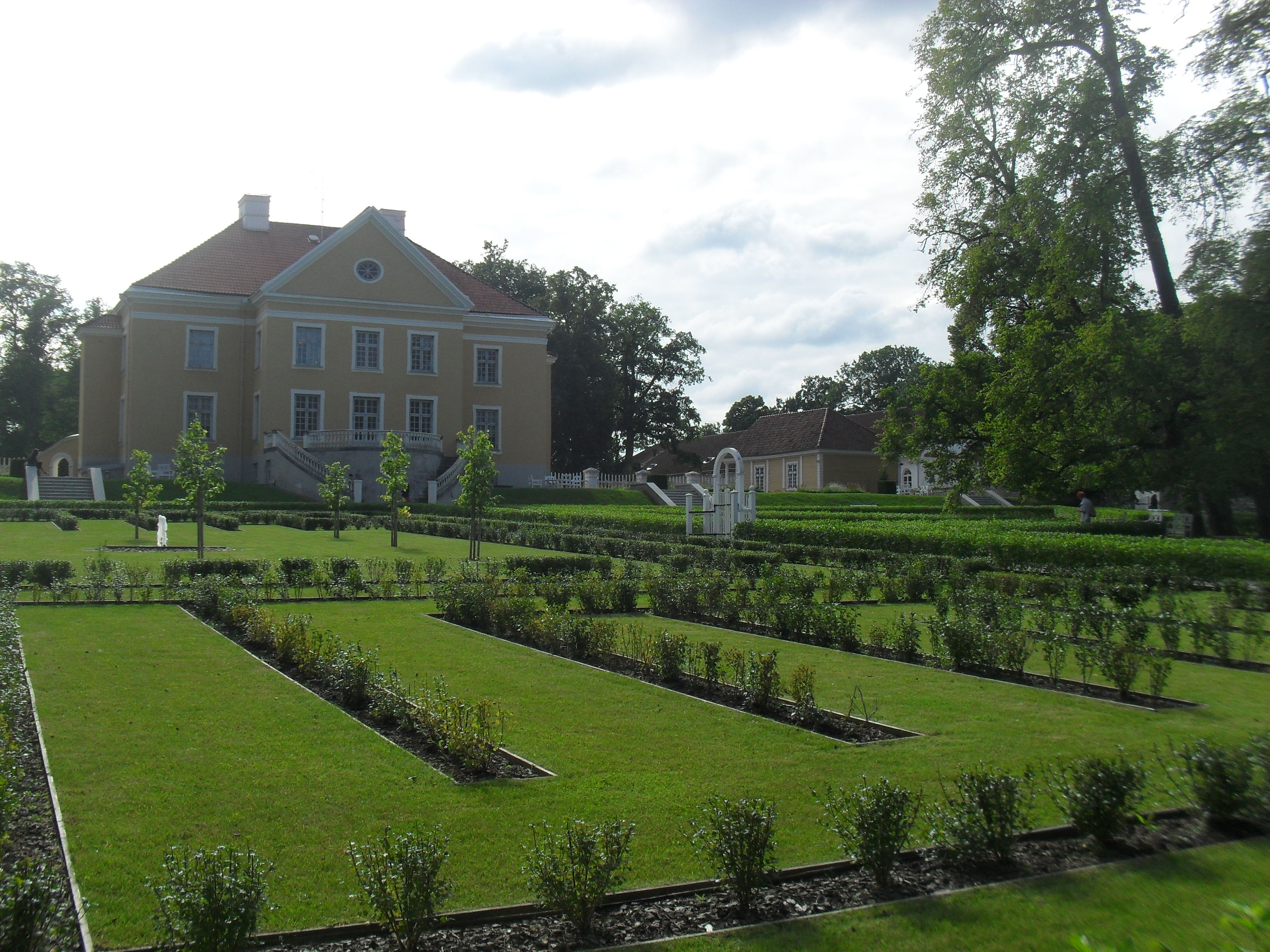
Парк
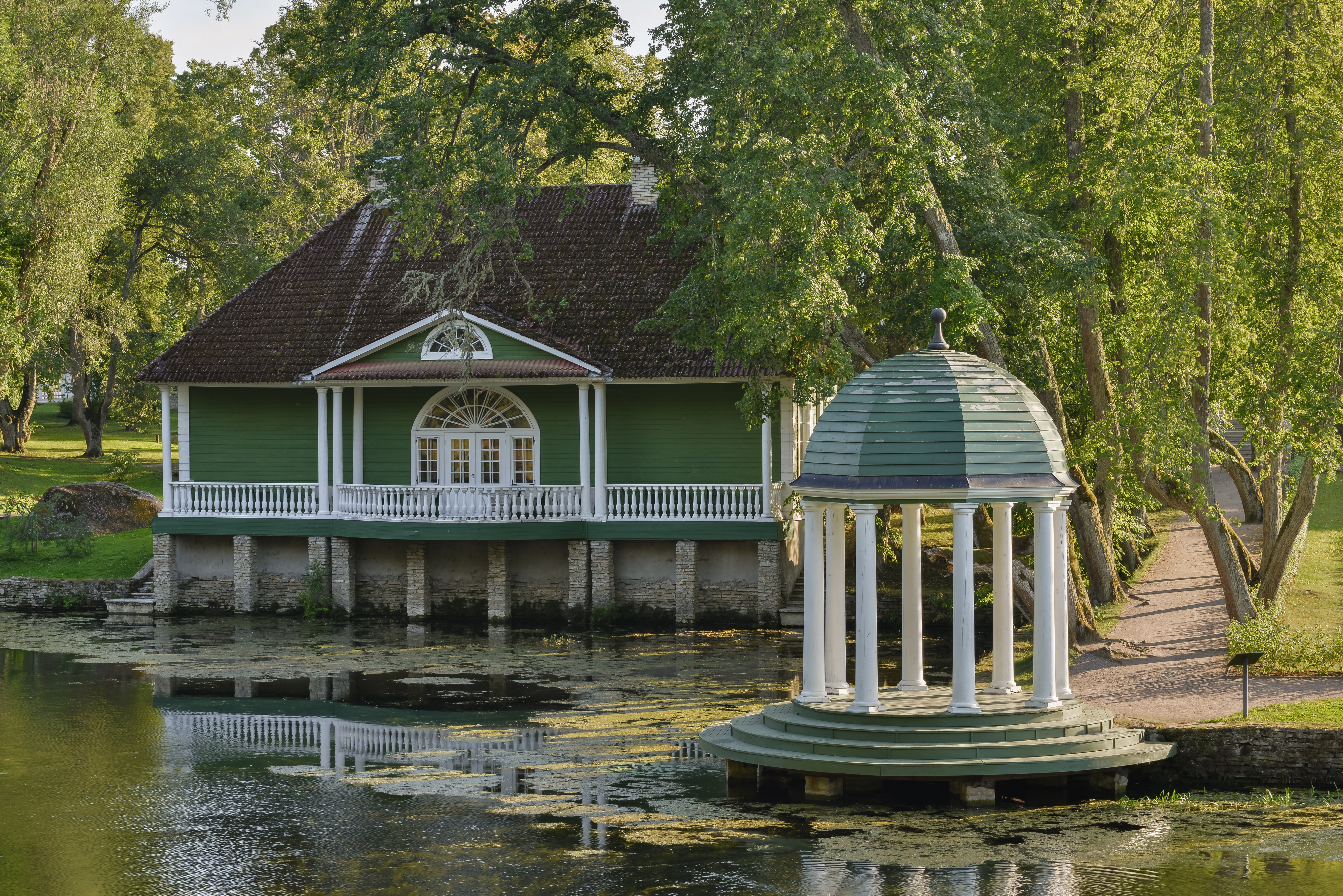
Ротонда и купальня
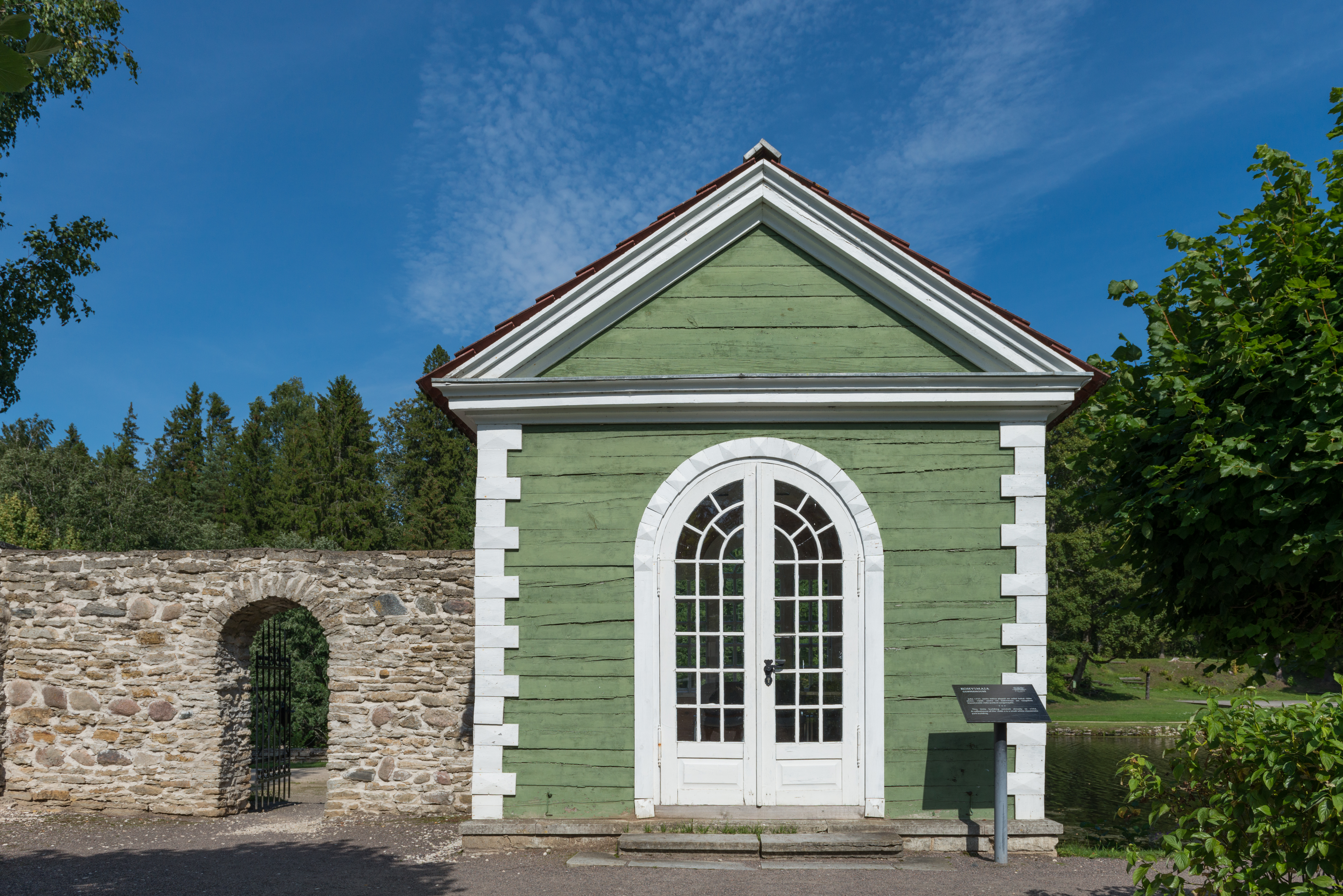
Кофейный дом
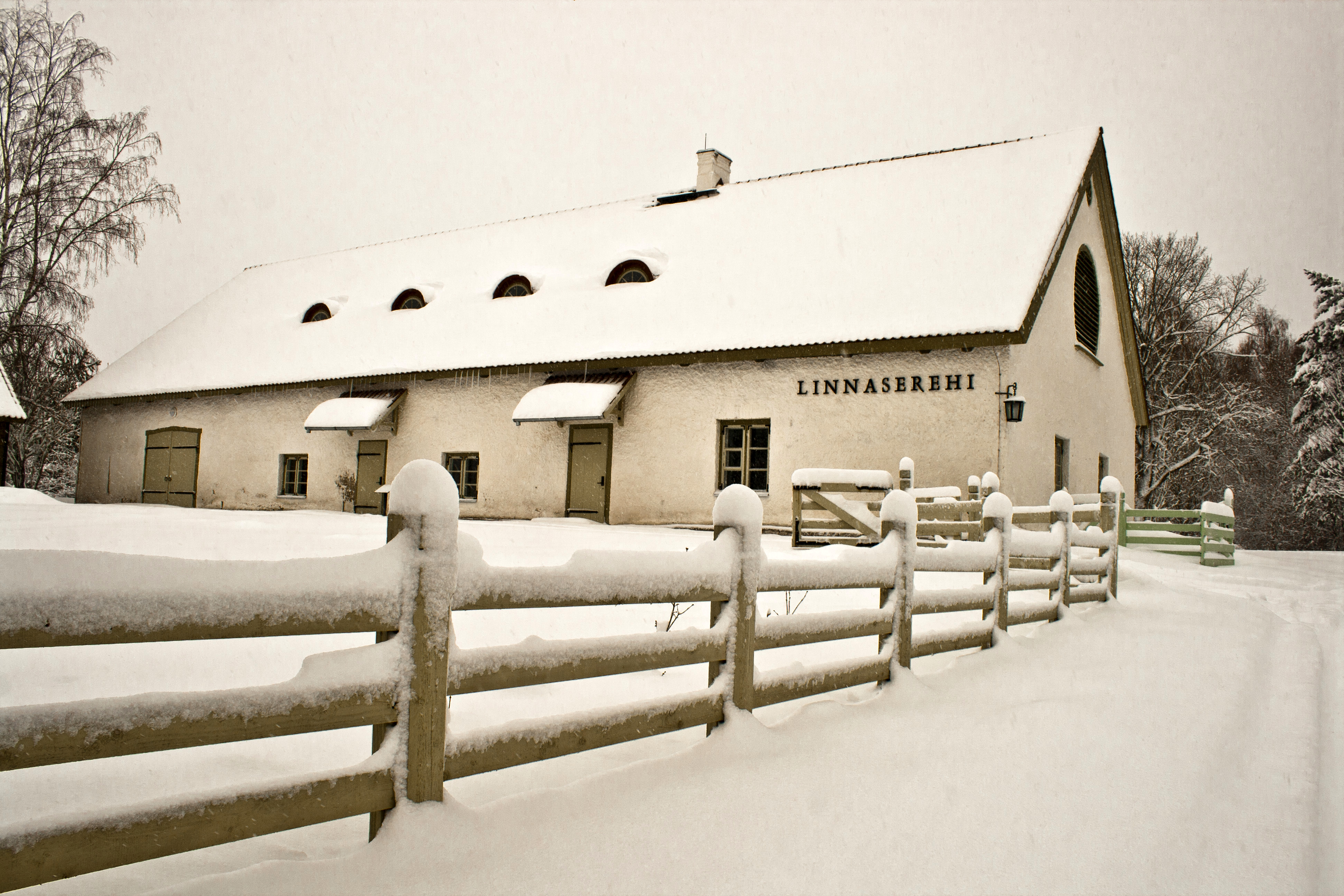
Льночесальная рига
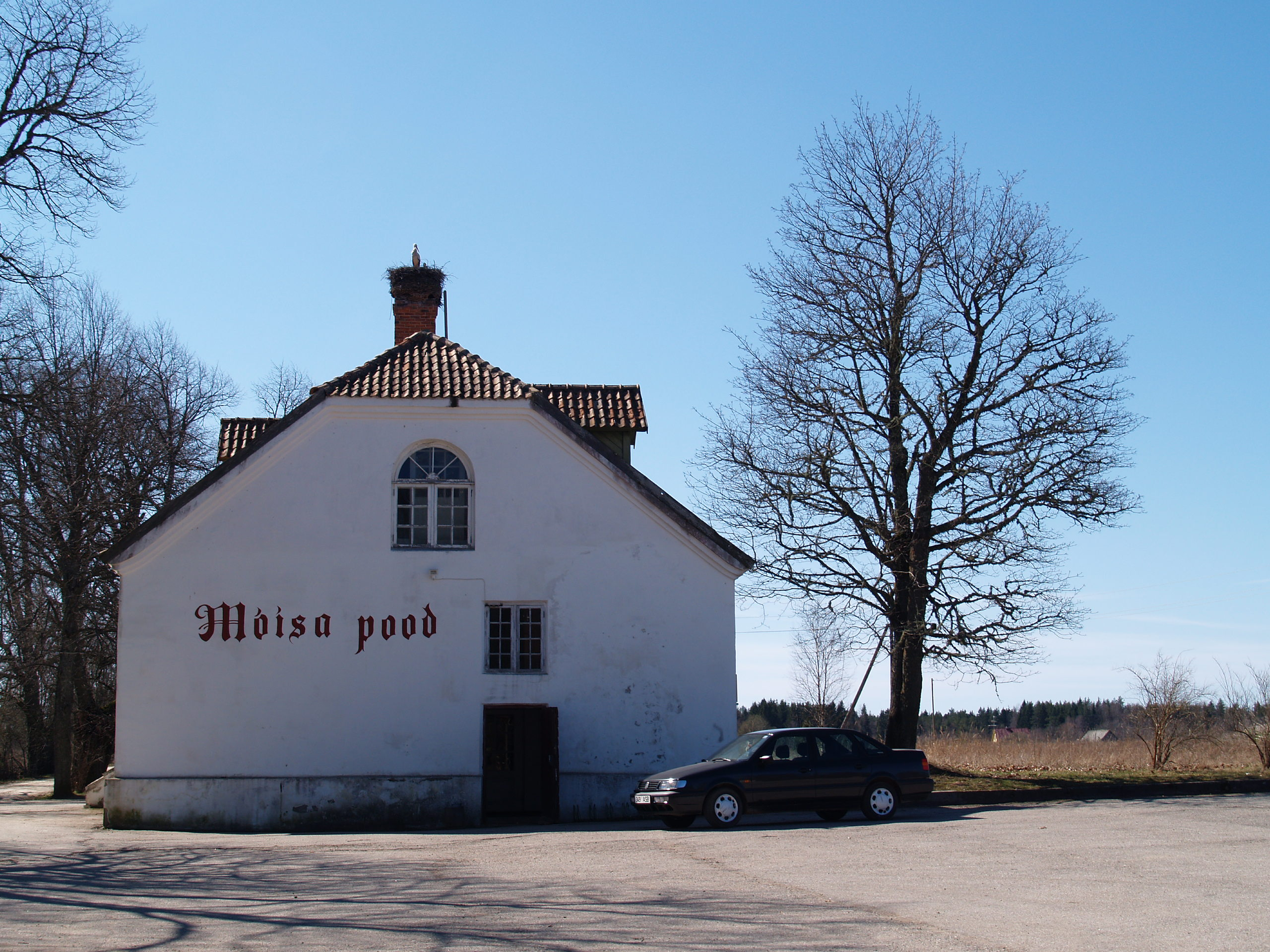
Зерносушилка, в настоящее время магазин
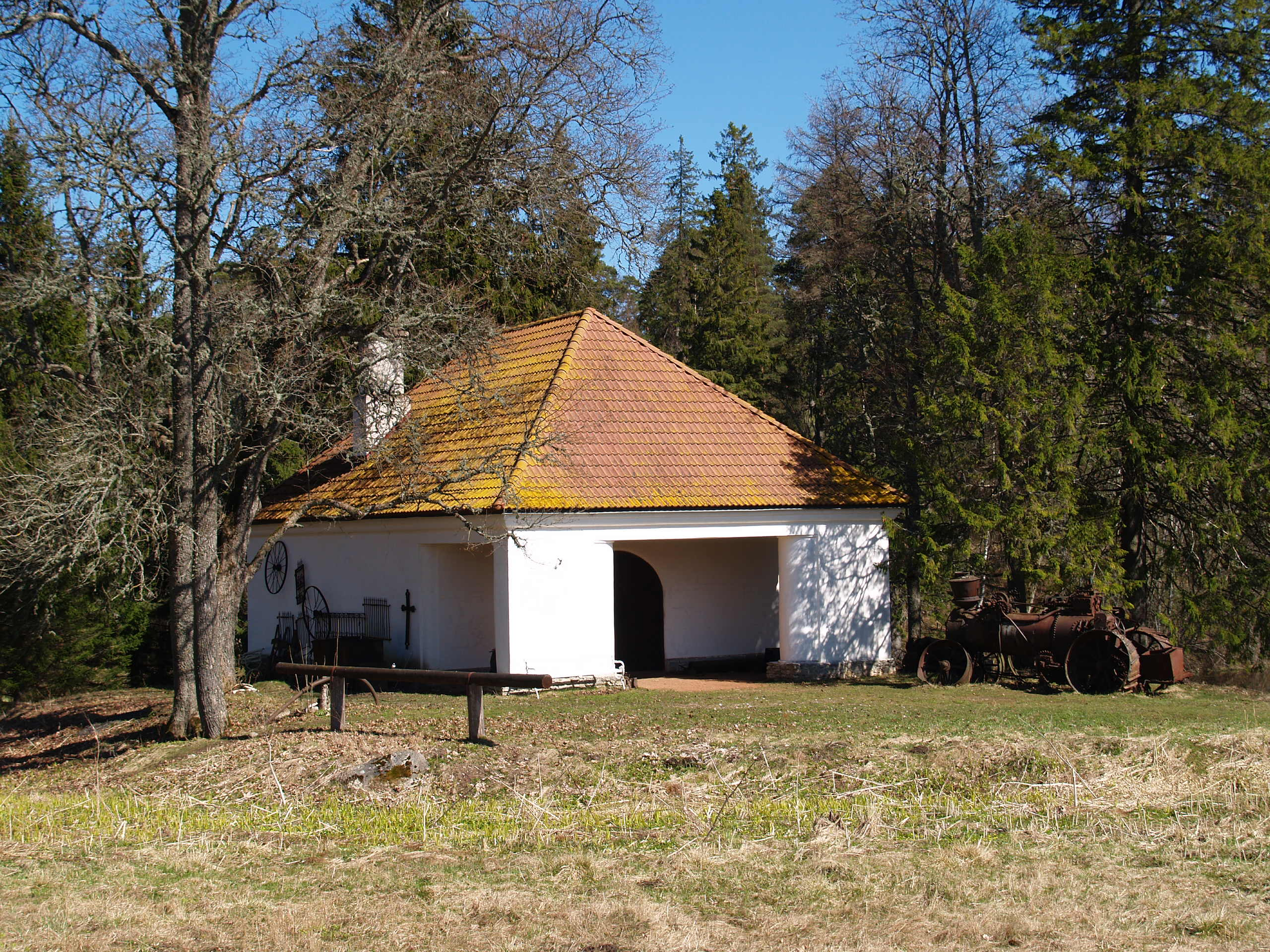
Кузница
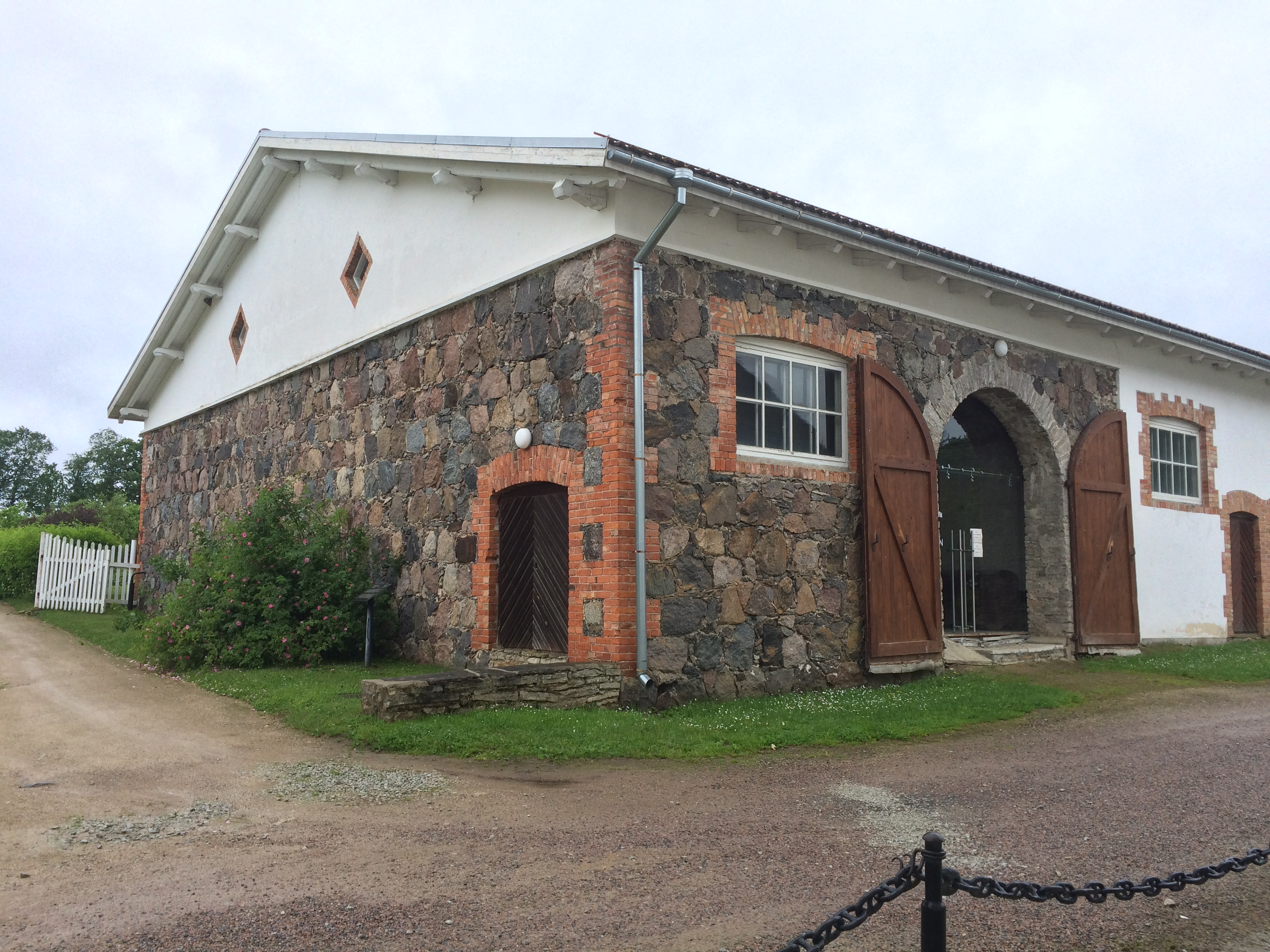
Хлев
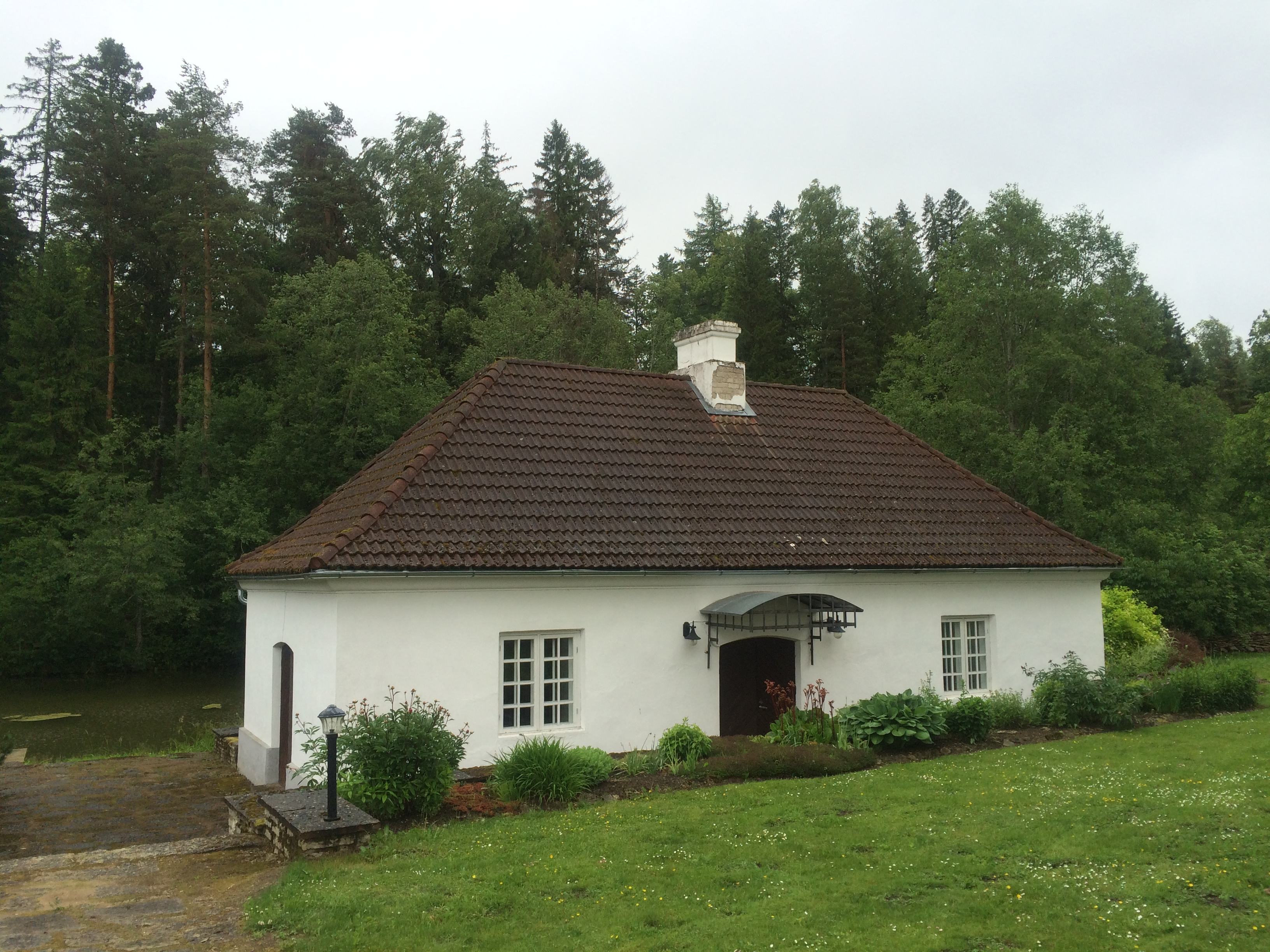
Баня-прачечная